# 小浜温泉

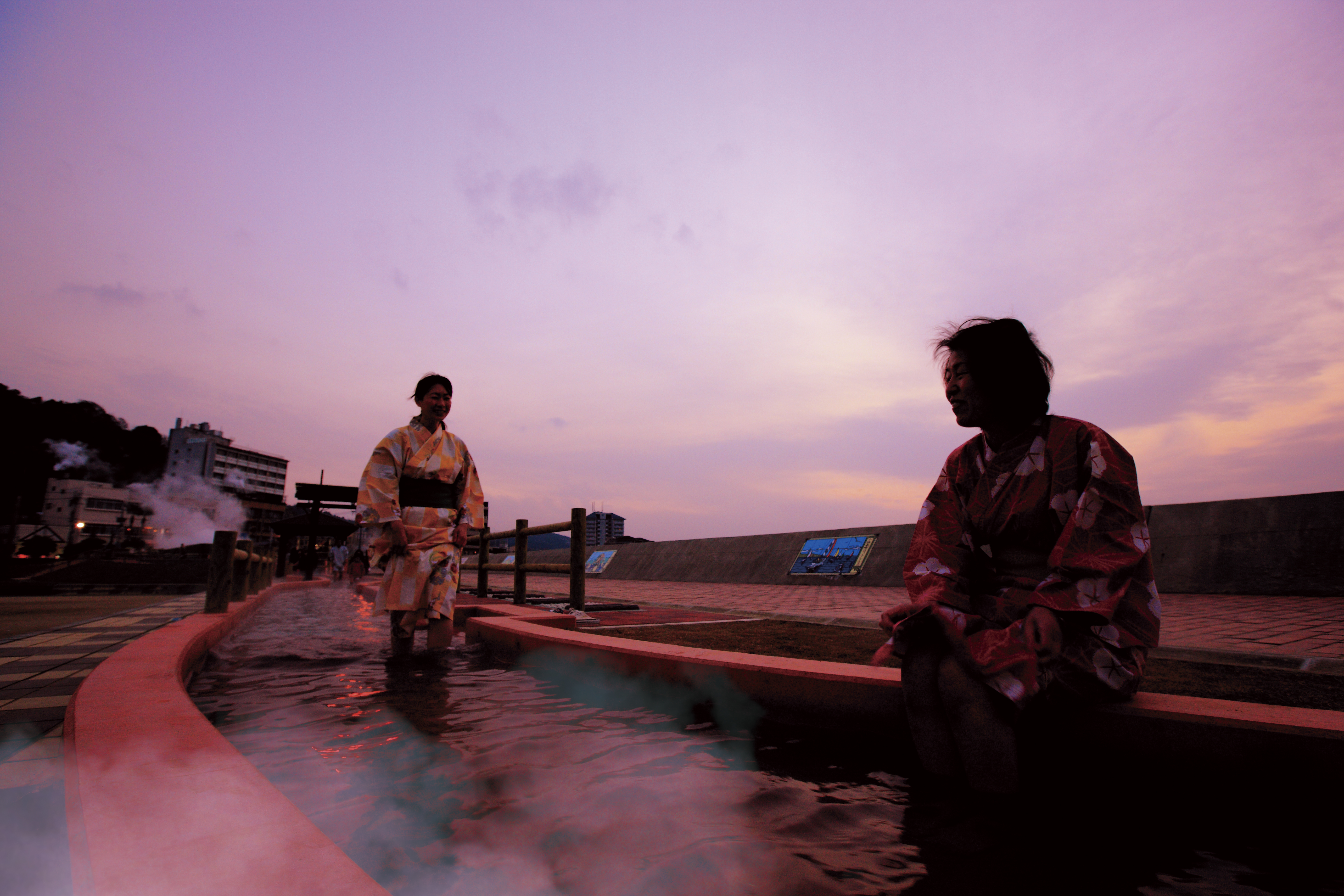
ほっとふっと105

小浜温泉（おばまおんせん）は、長崎県雲仙市小浜町にある温泉。島原半島の西側、雲仙国立公園の西麓に位置し、橘湾に臨む風光明媚な温泉地でリウマチ・神経痛に効果のある高温で湯量の豊富な温泉として昔から多くの人に親しまれており、『湧出量×湯温』で求められる放熱量が日本一といわれている。また、2013年には小浜温泉の未利用温泉を活用した210kW級の小浜温泉バイナリー発電所が稼働を始めた。

## 泉質
- ナトリウム - 塩化物泉
- 源泉温度105℃、放熱量日本一
- 効能 - 神経痛・筋肉痛・リウマチ・冷え性・切り傷・やけど・慢性皮膚病・痔など

## 温泉街

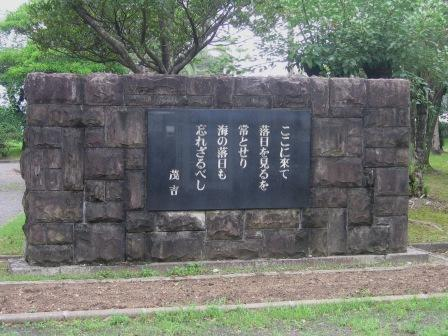
茂吉歌碑

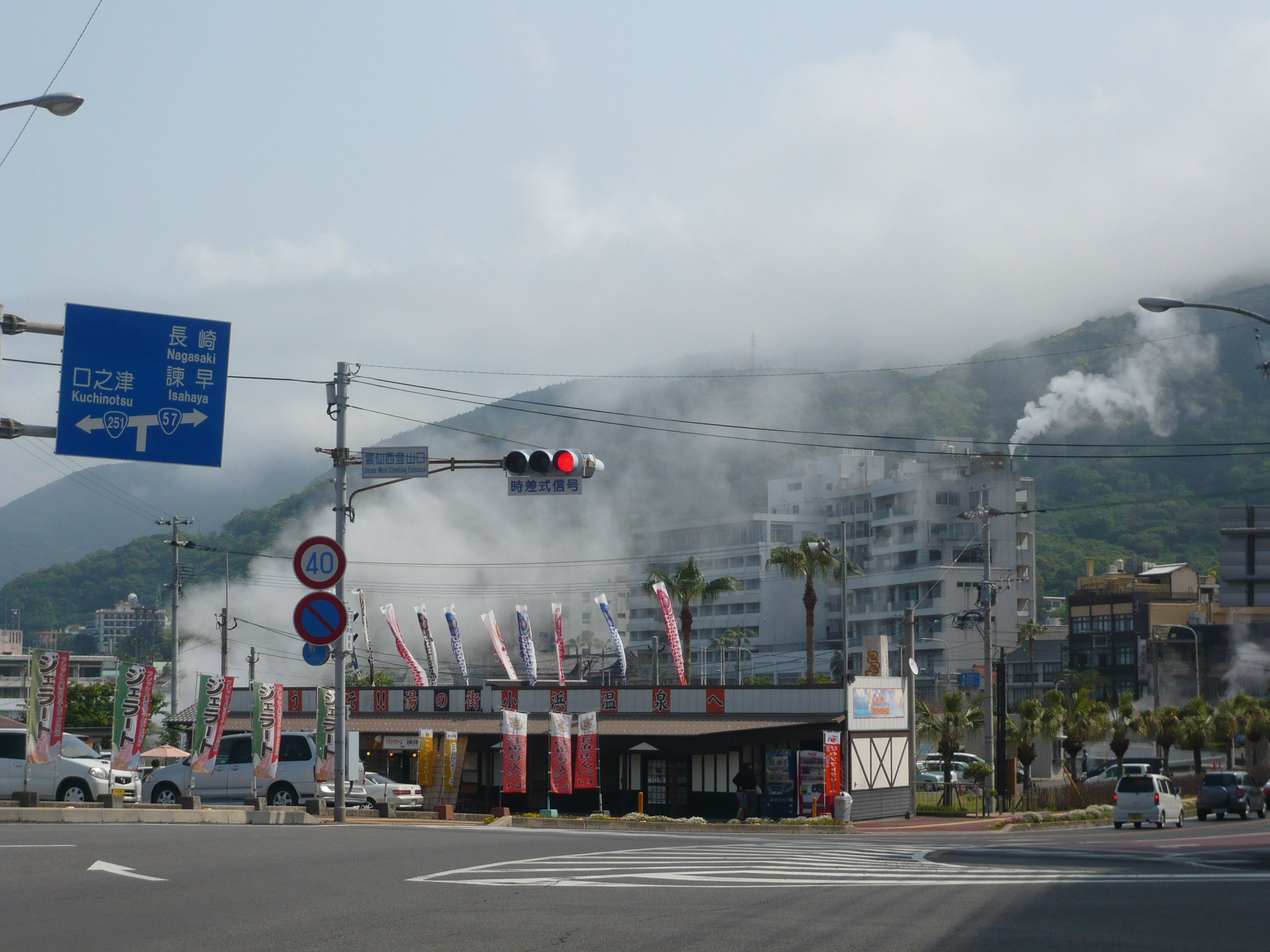
小浜温泉遠景。湯煙が立ち上る

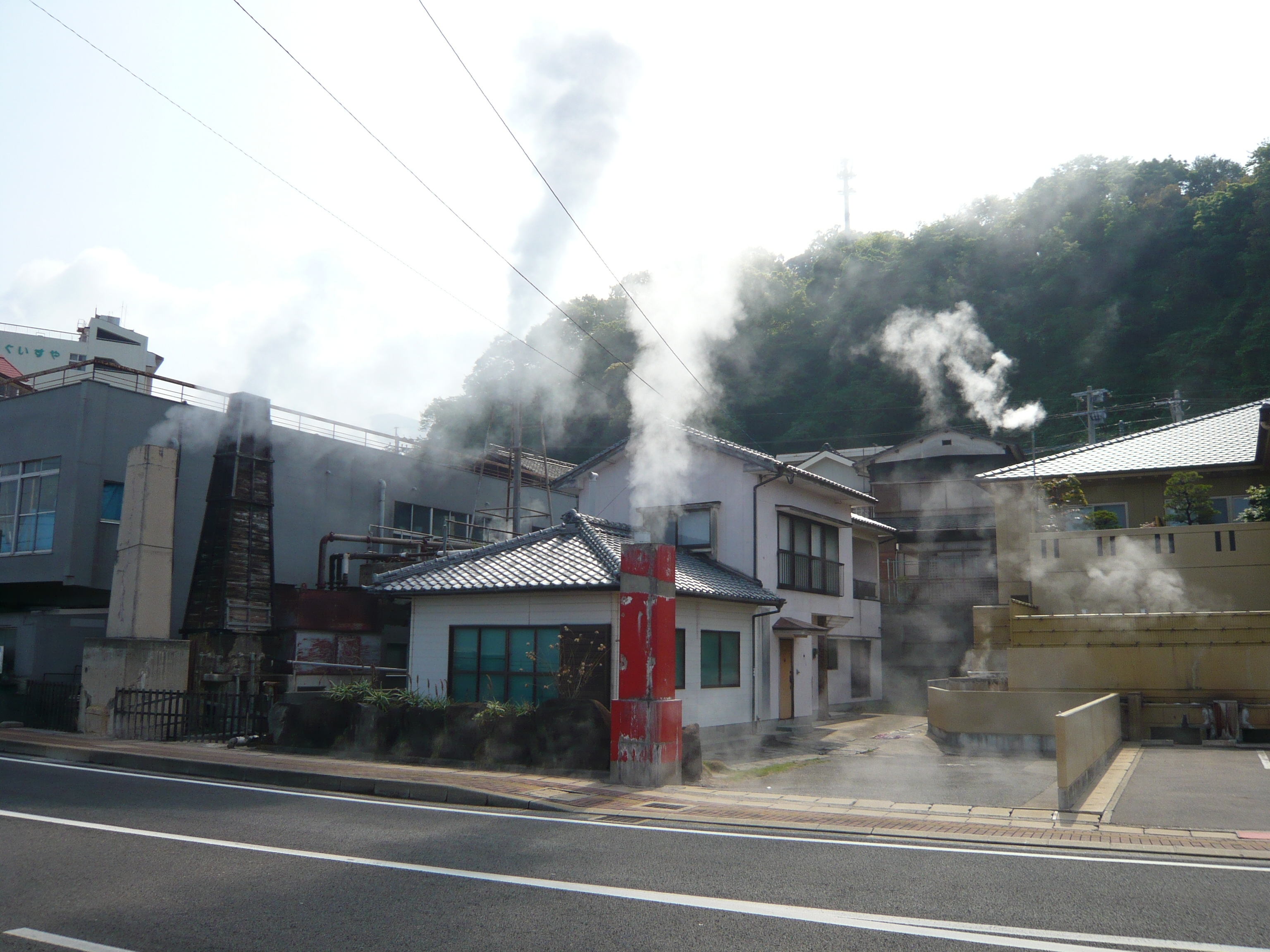
小浜温泉。町中のあちこちからこのように湯けむりが立ち上る

雲仙岳の麓、橘湾を臨む海辺に約25軒の旅館・ホテルが軒を連ねるほか、3軒の共同浴場がある。共同浴場の1つは海岸の露天風呂であり、夕日を眺めながら入浴できる。小浜マリンパーク内には日本一の長さの足湯施設「ほっとふっと105」がある。
温泉街の名物として、小浜ちゃんぽんが有名。温泉街に約20店あり、洋食屋・寿司屋・食料品店・居酒屋などあらゆる店のメニューにちゃんぽんが存在する。豊富な海鮮（有頭小エビ）、あっさりスープが基本である。2007年4月に小浜ちゃんぽんマップが雲仙市職員であるちゃんぽん番長の手で作製され、あわせて小浜逸品の統一看板も設置された。
かつてから小浜温泉街の海岸に設けた人工島から高温の湯が噴出する噴泉塔が名所であるが、1983年から噴湯が閉塞していた。2005年3月に突如噴湯。15～20分の間欠噴湯。しかし、翌年2006年3月に閉塞した。その後15年振りの2021年7月22日に15年ぶりに突然吹き出す。1時間おきの間欠噴湯。
歌人・斎藤茂吉が長崎医専教授時代にここを訪れた際に詠んだ歌の歌碑が「夕日の広場」に建てられている。

## 歴史
「肥前風土記」（713年）にも記されている古湯で1900年代から湯治場として利用されるようになった。
1949年（昭和24年）5月27日に昭和天皇の戦後巡幸。東京芝浦油脂の小浜製塩工場を視察。この工場は、温泉熱を利用した製塩工場であった。工場前には「小浜町奉迎場」が設けられて町民が奉迎を行った。
1962年（昭和37年）3月10日、既に国民保養温泉地に指定されていた雲仙温泉の指定範囲拡大の際に、小浜温泉の範囲も国民保養温泉地に指定された。
2008年のアメリカ合衆国大統領選挙の民主党予備選にバラク・オバマ上院議員が立候補した際、「オバマ」という読みが同じことから、福井県小浜市同様、小浜温泉においてもオバマ候補を応援する運動が行われた。オバマは11月5日に行われた本選挙では大統領当選を果たした。それを受け小浜温泉では、本選挙翌日の11月6日には勝利記念式典を敢行、12日まで小浜温泉立ち寄り湯半額セールを行った。
2010年（平成22年）2月2日に、日本一の長さの足湯施設「ほっとふっと105」がオープンした。
2012年4月7日には、小浜温泉の未利用温泉水を活用した小浜温泉バイナリー発電所（210kW級）が稼働を始めた。

## アクセス
- 車 : 長崎自動車道諫早ICより国道57号経由で約50分、長崎市内より国道251号・国道57号で約70分
- 鉄道 : JR諫早駅よりバスで約60分
- 飛行機 : 長崎空港よりバスで約90分